# Špela Kolbl
Špela Kolbl, slovenska nogometašica, * 13. marec 1998.
Špela je za Slovenijo nastopila na kvalifikacijah za žensko svetovno prvenstvo v nogometu 2019.